# Mongolia en la Segunda Guerra Mundial
La República Popular de Mongolia fue gobernada por el gobierno comunista de Horloogiyn Choibalsan durante la Segunda Guerra Mundial y estuvo estrechamente vinculada a la Unión Soviética. Mongolia, con menos de un millón de habitantes, era considerada una provincia separatista de la República de China por la mayoría de las naciones de la época. Hasta 1945, Mongolia mantuvo su neutralidad formal. 
A lo largo de la guerra con Alemania, el país proporcionó a la Unión Soviética apoyo económico, como ganado, materias primas, dinero, alimentos y ropa militar. Mongolia era uno de los dos satélites soviéticos no reconocidos generalmente como naciones soberanas en ese momento, el otro era la República Popular de Tuvan; ambos participaron en la Segunda Guerra Mundial.

## Participación

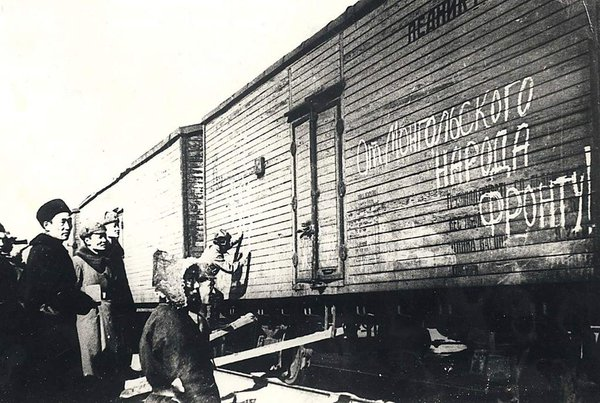
Caballos procedentes de Mongolia embarcados hacia la Unión Soviética

Las relaciones entre la Unión Soviética y Mongolia se rigen por un "pacto de caballeros" del 27 de noviembre de 1934, que se formalizó en un pacto de asistencia mutua el 12 de marzo de 1936. Este tratado creó una alianza militar defensiva mutua, y también comprometió a ambas partes a retirar tropas del territorio del otro cuando la necesidad de asistencia militar hubiera pasado. Estos acuerdos estuvieron dirigidos a Japón, que había ocupado Manchuria y avanzado en Mongolia Interior, y tenían por objeto la protección del ferrocarril transiberiano soviético.
El 13 de agosto de 1937, como parte de sus esfuerzos por apoyar a China en su guerra con Japón, los soviéticos decidieron estacionar tropas a lo largo de las fronteras sur y sureste de Mongolia. Para obtener el consentimiento del gobierno mongol, se elaboraron planes de invasión japoneses. El 24 de agosto, el Viceministro de Defensa soviético, Piotr Smirnov, y un pequeño grupo de personas llegaron a Mongolia para supervisar la transferencia del 17º Ejército soviético. La llegada del ejército soviético coincidió, como estaba previsto, con una serie de terrores y purgas intensificadas (el "Gran Terror"). En su discurso ante la Tercera Sesión del Soviet Supremo el 31 de mayo de 1939, el Comisario Extranjero Viacheslav Mólotov declaró que "defenderemos las fronteras de la República Popular de Mongolia con la misma resolución que nuestra propia frontera".

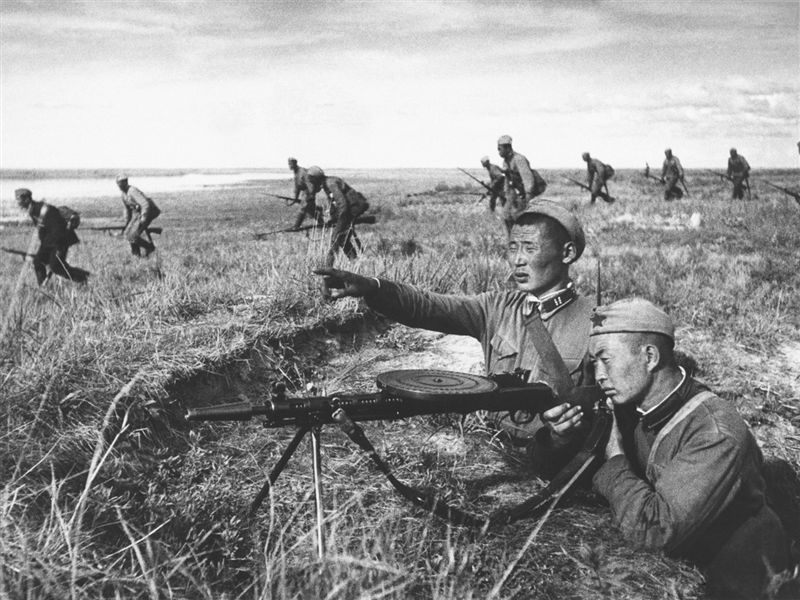
Soldados del Ejército Popular de Mongolia en Jaljin Gol, 1939.

Mongolia participó directamente en las batallas de Jaljin Gol que duraron de mayo a septiembre de 1939.

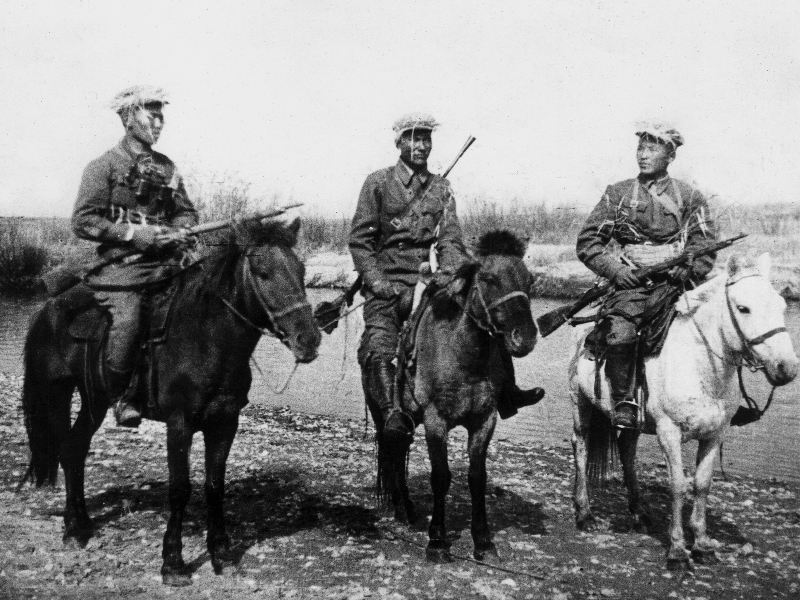
Batalla de Jaljin Gol - Caballería mongol en 1939.

Mongolia firmó un acuerdo con el estado títere japonés de Manchukuo el 18 de julio de 1940. En el Pacto de Neutralidad soviético-japonés del 13 de abril de 1941, las dos potencias reconocieron la neutralidad de Mongolia y su lugar en la esfera de influencia soviética. Su situación geográfica hizo que sirviera de amortiguador entre las fuerzas japonesas y la Unión Soviética. Además de mantener a alrededor del 10% de la población bajo las armas, Mongolia proporcionó suministros y materias primas al ejército soviético, y financió varias unidades soviéticas, por ejemplo la Brigada de Tanques "Mongolia Revolucionaria" y el Escuadrón "Arat de Mongolia", así mismo entregó al Ejército Rojo medio millón de caballos militares entrenados. Además, más de 300 voluntarios militares mongoles lucharon en el Frente Oriental integrados en unidades regulares del Ejército Rojo.
En 1944, Mongolia perdió a uno de sus vecinos cuando la Unión Soviética se anexó la República Popular de Tannu Tuvá.
Las tropas mongolas participaron en la Batalla de Jaljin Gol en el verano de 1939 y en la invasión soviética de Manchuria en agosto de 1945, ambas veces como una pequeña parte en las operaciones dirigidas por los soviéticos contra las fuerzas japonesas y sus aliados de Manchú y Mongolia Interior. Durante la campaña de 1945, las tropas mongolas fueron adscritas al Grupo Mecanizado de Caballería soviético-mongol bajo el mando del Coronel General Issá Plíyev. Las unidades mongolas eran la 5ª, 6ª, 7ª y 8ª División de Caballería de Mongolia, la 7ª Brigada Blindada Motorizada, la Brigada de Vehículos Blindados y el 3º Regimiento de Artillería El 10 de agosto de 1945, más de veinticuatro horas después de que las primeras tropas mongolas en compañía de sus aliados soviéticos habían cruzado la frontera hacia la China ocupada por Japón, el Pequeño Jural, el parlamento mongol, emitió una declaración formal de guerra contra Japón.

## Final de guerra e independencia

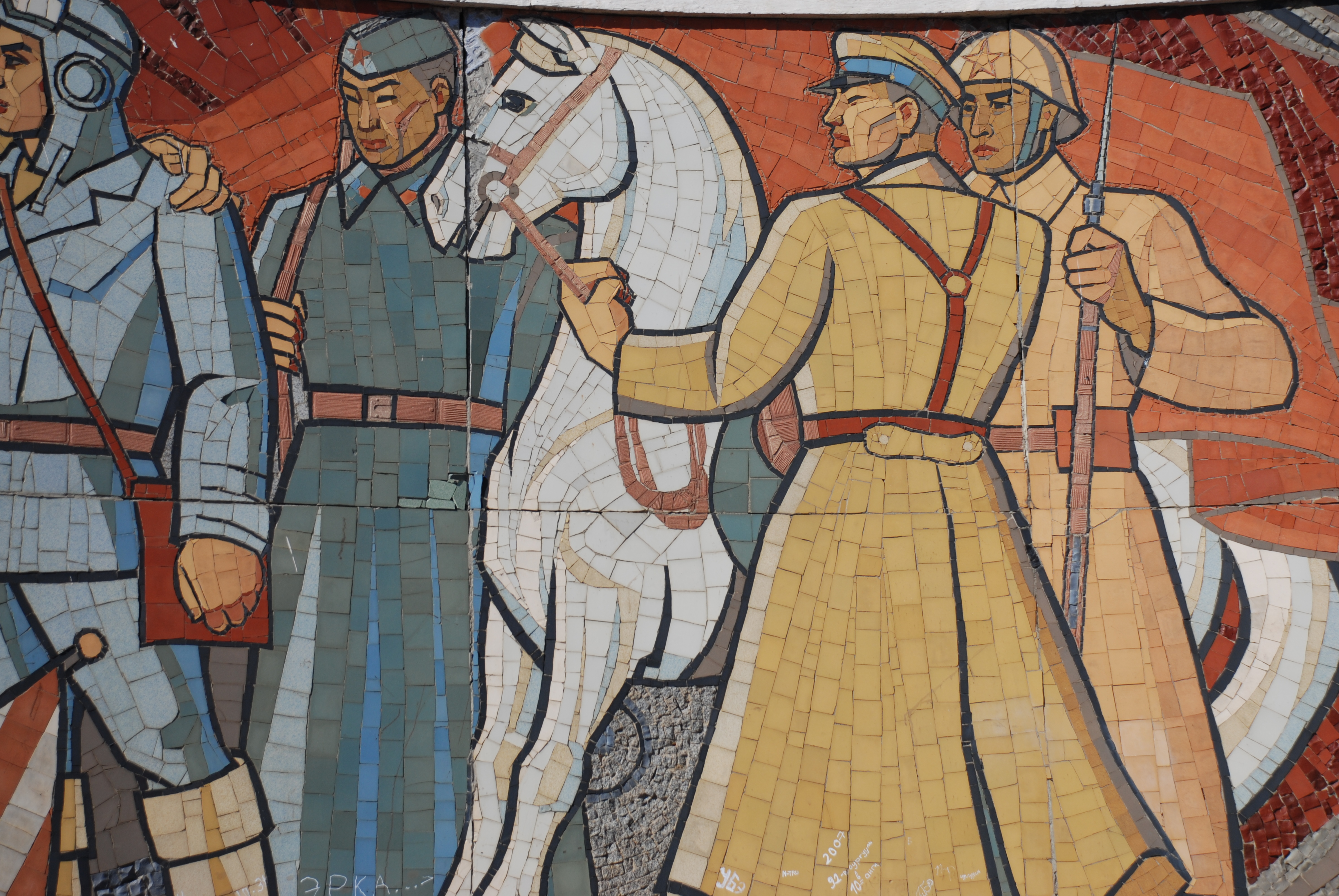
Monumento Zaisan

En el verano de 1945, la Unión Soviética utilizó a Mongolia como base para lanzar la Operación Ofensiva Estratégica de Manchuria, un ataque exitoso contra los japoneses. La acumulación precedente trajo a 650.000 soldados soviéticos a Mongolia, junto con cantidades masivas de equipo. El ejército mongol desempeñó un papel de apoyo limitado en el conflicto, pero su participación dio a Stalin los medios para obligar a la parte china a aceptar finalmente la independencia de Mongolia.
Stalin insistió en el reconocimiento por parte de la República de China de la independencia de Mongolia Exterior, algo de lo que ya gozaba de facto incluso mientras seguía siendo parte de China de iure. Chiang Kai-shek se resistió a la idea, pero finalmente cedió. Sin embargo, Chiang extrajo de Stalin la promesa de abstenerse de apoyar al Partido Comunista de China, en parte como una contrapartida por renunciar a Mongolia Exterior.
Así, el Tratado Sino-Soviético garantizó la independencia de Mongolia Exterior, pero también terminó las esperanzas de Horloogiyn Choybalsan de unir Mongolia Exterior con Mongolia Interior, que permaneció en manos de China. Choybalsan esperaba inicialmente que Stalin apoyara su visión de la Gran Mongolia, pero el líder soviético fácilmente sacrificó la visión de Choybalsan por los logros soviéticos, garantizados por el Tratado Sino-Soviético y legitimados por los acuerdos de Yalta. En este sentido, el Tratado Sino-Soviético marcó la división permanente de Mongolia en una República Popular de Mongolia independiente y una Mongolia Interior de la República de China.
Hoy, el Monumento a Zaisan, en la zona sur de Ulán Bator, la capital de Mongolia, rinde homenaje a los soldados soviéticos muertos en la Segunda Guerra Mundial. 